# Châtenoy (Sena y Marne)
 Châtenoy  es una población y comuna francesa, en la región de Isla de Francia, departamento de Sena y Marne, en el distrito de Fontainebleau y cantón de Nemours.

## Demografía
| 151 | 135 | 129 | 122 | 100 | 134 |
| Para los censos de 1962 a 1999 la población legal corresponde a la población sin duplicidades (Fuente: INSEE [Consultar]) |     |     |     |     |     |